# سو بلک (انسان‌شناس)
سو بلک (انگلیسی: Sue Black, Baroness Black of Strome؛ زادهٔ ۷ مهٔ ۱۹۶۱) انسان‌شناس، و مجری تلویزیون اهل بریتانیا است.